# 邦松 (滨海阿尔卑斯省)
邦松（法語：Bonson，法語發音：[bɔ̃sɔ̃]）是法国滨海阿尔卑斯省的一个市镇，位于该省中部，瓦尔河右岸，属于尼斯区。

## 地理
邦松（43°51'46"N, 7°11'24"E）面积6.72 平方千米，位于法国普罗旺斯-阿尔卑斯-蓝色海岸大区滨海阿尔卑斯省，该省份为法国东南部沿海省份，南濒地中海，西南至瓦尔省，西北接上普罗旺斯阿尔卑斯省，北部和东部与意大利接壤。
与邦松接壤的市镇（或旧市镇、城区）包括：日莱特、勒旺斯、勒韦斯特莱罗什、瓦尔河畔拉罗凯特、图雷特迪沙托、于泰勒。
邦松的时区为UTC+01:00、UTC+02:00（夏令时）。

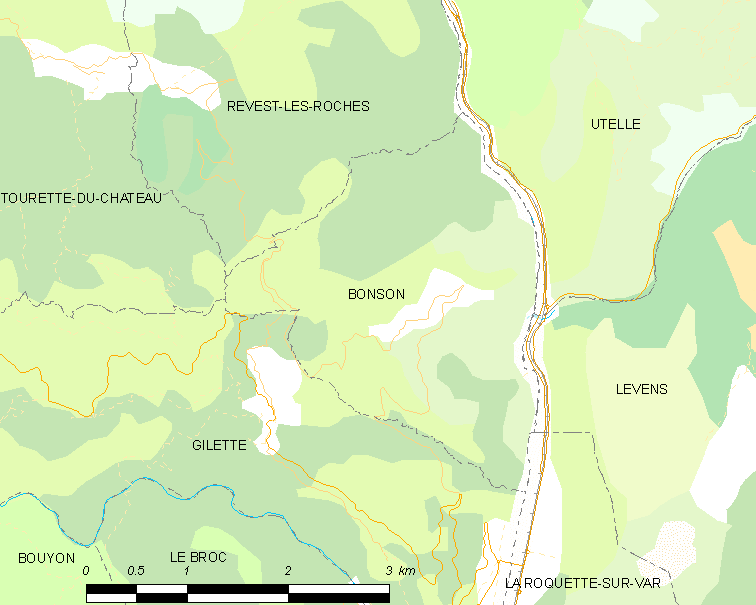
邦松的OSM定位图

## 行政
邦松的邮政编码为06830，INSEE市镇编码为06021。

## 政治
邦松所属的省级选区为旺斯县。

## 人口

1962-2008年间邦松人口变化图示

邦松于2022年1月1日时的人口数量为728人。